# Akademia Talentów Jastrzębskiego Węgla
Akademia Talentów Jastrzębskiego Węgla – polski męski projekt młodzieżowej siatkówki realizowany przez Jastrzębski Węgiel oraz Jastrzębską Spółkę Węglową. Zapoczątkowany w 2012. Wychowankowie: Jakub Popiwczak, Bartosz Kwolek, Patryk Niemiec, Bartosz Makoś, Bartłomiej Zawalski, Konrad Formela, Radosław Gil, Marcin Ernastowicz, Karol Gdowski, Jakub Turski, Patryk Czyrniański, Wojciech Szwed.

## Sukcesy
Na podstawie, stan na 30 marca 2020
- Młodzieżowe Mistrzostwo Polski (Złoto Młodej Ligi): 2015/2016
- Juniorzy:
  - Mistrzostwo Polski: 2014/2015, 2016/2017
  - Wicemistrzostwo Polski: 2015/2016
  - Brązowy medal Mistrzostw Polski: 2018/2019
- Kadeci:
  - Mistrzostwo Polski: 2015/2016
  - Wicemistrzostwo Polski: 2012/2013, 2013/2014
  - Brązowy medal Mistrzostw Polski: 2014/2015, 2017/2018
- Młodziki:
  - Mistrzostwo Polski: 2013/2014, 2014/2015, 2017/2018, 2018/2019
  - Brązowy medal Mistrzostw Polski: 2016/2017